# Bianca Reinert
Bianca Luiza Reinert (c. 1966 – 10 de setembro de 2018) foi uma bióloga e ornitóloga brasileira. Ela fazia parte de um grupo de ornitólogos que descobriu uma espécie de ave de brejo até então não documentada, Formicivora acutirostris. Ela também trabalhou para criar uma reserva natural para preservar seu habitat.

## Educação
Reinert foi graduada em Ciências Biológicas pela Pontifícia Universidade Católica do Paraná, mestre em Ciências Florestais pela Universidade Federal do Paraná e doutora em Zoologia pela Universidade Estadual do Rio de Janeiro.

## Carreira
Reinert foi pesquisadora do Museu de História Natural de Curitiba. Em 1995, ela trabalhava no litoral do Paraná com os colegas Dante Teixeira e Marcos Bonrnschien quando descobriram uma ave até então não documentada. Após o exame, o grupo decidiu que se tratava de um novo gênero e também de uma nova espécie: Stymphalornis acutirostris (hoje Formicivora acutirostris). O pântano taboa onde o pássaro vivia estava sendo invadido por atividades humanas, o que motivou Reinert e outros a formarem, em 2008, uma organização para criar uma reserva natural em Guaratuba. Em 2009, o grupo comprou terras em Guaratuba e as designaram como Reserva Particular do Patrimônio Natural.
Em 2015, uma espécie de sapo encontrada no Brasil, Melanophryniscus biancae, foi nomeada em homenagem à ornitólaga devido aos seus esforços de conservação.
Reinert colaborou com a poetisa Adélia Maria Woellner e a ilustradora Kitty Harvill para produzir um livro ilustrado, A descoberta do Bicudinho-do-Brejo, que é sobre F. acutirostris e foi lançado em julho de 2018. Reinert convidou Woellner para trabalhar com ela no livro a fim de aumentar o conhecimento do público sobre a ave.

### Publicações selecionadas
- Conhecendo Aves Silvestres Brasileiras: Conhecendo as Aves Brasileiras (com Marcos R. Bornschein e Ricardo Belmonte-Lopes, 2004).[11]

## Vida pessoal
Reinert morreu após uma batalha contra o câncer e foi sepultada em Curitiba. Ela tinha 52 anos.